# Danxiaorchis
Danxiaorchis – rodzaj roślin z rodziny storczykowatych (Orchidaceae). Obejmuje 3 gatunki występujące w Azji Południowo-Wschodniej w południowych Chinach.

## Systematyka
Rodzaj sklasyfikowany do plemienia Calypsoeae w podrodzinie epidendroowych (Epidendroideae), rodzina storczykowate (Orchidaceae), rząd szparagowce (Asparagales) w obrębie roślin jednoliściennych.
Wykaz gatunków
- Danxiaorchis mangdangshanensis Q.S.Huang, Miao Zhang, B.Hua Chen & Wang Wu
- Danxiaorchis singchiana J.W.Zhai, F.W.Xing & Z.J.Liu
- Danxiaorchis yangii Bo Y.Yang & Bo Li